# Scepanotrocha corniculata
Scepanotrocha corniculata är en hjuldjursart som beskrevs av David Bryce 1910. Scepanotrocha corniculata ingår i släktet Scepanotrocha och familjen Habrotrochidae. Inga underarter finns listade i Catalogue of Life.